# Ave Fenix Pictures Studios
Ave Fenix Pictures es un estudio latino de películas ubicado en EE. UU., fundado en 2014 por Mónica Esmeralda León.

## Trayectoria
Ave Fenix Pictures es el primer estudio latino de películas en Chicago y en el oeste-medio de los Estados Unidos; tiene sucursales en Los Ángeles y sociedades en el Reino Unido. Distribuye películas de tipo independiente en los Estados Unidos y a nivel internacional.
Adios Vaya Con Dios fue el primer filme del Estudio, que se caracterizó por mezclar actores con artistas callejeros, bandas y habitantes de los vecindarios latinos de Chicago. Otra de las características distintivas de la película es haber utilizado una banda sonora de rock en una película de gánsteres urbanos, con música de México y de Reino Unido.
Arise from Darkness se estrenó en el 2017; la película utilizó voces electrónicas reales de fenómenos de exorcismos que fueron grabados por la arquidiócesis de Detroit.
Black Ruby, con fecha de estreno en el 2018, será la primera película grabada con un iPhone 7. La producción finalizó en Chicago en el 2017.
Ave Fenix Pictures recibió el premio The Reflecting Excellence Award por su contribución a las comunidades hispanas en Chicago. El premio fue presentado por la actriz Julia Vera de Walt Disney Studios Motion Pictures.
En marzo de 2022 el estudio finalizó la grabación de la película Where Sweet Dreams Die.

## Filmografía
- Adios Vaya Con Dios (2016)
- Arise from Darkness (2017)
- Black Ruby (2018)
- Where Sweet Dreams Die (2022)